# Marginální obchod
Marginální obchod (z angl. Margin trading) je provádění spekulačních operací pomocí peněžních prostředků nebo produktů, které jsou poskytnuty obchodníkům úvěrem. Za tento úvěr klient ručí dohodnutou částkou (tzv. margin). Výnos bývá zpravidla větší, než je poskytnutý úvěr. To znamená, že můžete vložit malou částku na svůj obchodní účet, ale budete ovládat větší množství finančních prostředků pomocí pákového efektu z vypůjčených peněz. Tímto způsobem lze tedy zvýšit zisk několikrát oproti obchodování s pouze vlastními prostředky. Obchodování na úvěr je velmi populární způsob investování na burze.

## Podmínky poskytnutí úvěru
Marginální úvěr znamená provádění operací s aktivy, která byla poskytnuta zprostředkovateli (makléři). Takové úvěry mohou být vyjádřeny pomocí peněžních prostředků a také pomocí jiných prostředků k obchodování, jako jsou například cenné papíry. Úvěr je velmi specifický, pravidla pro jeho poskytnutí jsou obvykle následující:
- Na zajištění úvěru není potřeba předběžná dohoda nebo nějaké zvláštní vyřizování.
- Peněžní prostředky i ostatní druhy aktiv mohou být předmětem úvěrového poskytnutí.
- Samotný úvěr je poskytován zdarma

## Alternativní pojmy
Obchodování pomocí pákového efektu (z angl. Leverage) – umožňuje investorovi ovládat větší obnos prostředků, než jaký by ovládal pouze svým vkladem. Jako příklad vezměme pákový efekt rovný 1:100. To znamená, že pro obchodování s celkovým objemem investor potřebuje alespoň jednu setinu tohoto objemu. Například kurzem měnového páru EUR/USD je 1.5400, objemem je 1 lot (100 000 jednotek měny). Na nákup jednoho lotu je potřeba částka, která se rovná součinu kurzu měny a objemu, to znamená 154 000 dolarů. Pro většinu klientů je taková částka příliš vysoká. Avšak pro obchodování pomocí pákového efektu investorovi stačí mít na účtu jenom jednu setinu celé částky transakce.

## Průběh
V případě obchodování na úvěr se vždy předpokládá, že obchodník udělá opačnou operaci v rámci stejného objemu. To znamená, že jestli jako první prodával, pak během nějaké doby provede nákup. Po prvním nákupu (otevřená pozice) obchodník ještě nemůže spravovat příjem. Makléř sleduje aktivní pozici a kontroluje poměr možných ztrát. V případě nebezpečné situace může makléř nabídnout investorovi zvýšení zálohy. Takové operaci se říká Margin call. Pokud se makléř rozhodne peněžní prostředky neposkytnout, může zavřít otevřenou pozici. Po uzavření pozice se zjišťuje finanční výsledek jako rozdíl prodeje a nákupu. V případě kladného výsledku dostane investor větší částku, než vynaložil. Pokud je výsledek záporný, ztráta bude odečtena od zálohy.